# جيمس كينت
جيمس كينت (بالإنجليزية: James Kent)‏ هو محامي وقاضي وسياسي أمريكي، ولد في 31 يوليو 1763 في مقاطعة بوتنام في الولايات المتحدة، وتوفي في 12 ديسمبر 1847 في نيويورك في الولايات المتحدة. انتخب عضو جمعية ولاية نيويورك وانتخب Recorder of New York City ‏ (1797 – 1798).

## روابط خارجية
- جيمس كينت على موقع الموسوعة البريطانية (الإنجليزية)
- جيمس كينت على موقع إن إن دي بي (الإنجليزية)